# Az elvarázsolt dollár
Az elvarázsolt dollár 1985-ben forgatott, 1986-ban bemutatott magyar bűnügyi akcióvígjáték, az Ötvös Csöpi figurájának főszereplésével játszódó filmsorozat harmadik része. A filmet a főszereplő Bujtor István írta és rendezte, a zenéjét Frenreisz Károly és a Skorpió együttes szerezte. 
A Moviecoop GT. és a Magyar Filmgyártó Vállalat készítette, a Mokép forgalmazta. Magyarországon 1986. május 1-jén mutatták be a mozikban.

## Rövid történet
Egy magyar pénzhamisító banda utáni nyomozás autós üldözéssel, pofonokkal, poénokkal és gyerekszereplőkkel.

## Cselekmény
A Balaton környékén egy pénzhamisító banda kezdi meg működését, akik hamis 100 dollárosokat állítanak elő. Ennek egyik tagja, Veréb, úgy gondolja, hogy neki külön is járna egy kis részesedés a hamisított pénzből. Betör az állandóan működő hamisító műhelybe, és egy szatyor pénzt szed össze magának. Társai azonban észreveszik, és egy biciklis-autós-motoros üldözés veszi kezdetét. Ennek során még Kardos doktor kocsiját is elviszik az őt üldöző hamisítók, mert kell nekik az üldözéshez, majd kissé összetörik, amikor egy út menti dinnyekupac megállítja őket. A menekülő bűnözők otthagyják a lopott zacskó pénzt, amit a rendőrség megtalál. Ez alapján derül ki, hogy a pénz hamis, illetve a papírja valódi, de a lemosott egydollárosok helyére „100”-as számjegyet nyomtattak.
Topolino, egy gyerek, Ötvös Csöpinél tanul vitorlázni, és társaival együtt látja az üldözésnek azt a mozzanatát, amikor a tolvaj a bicikliről leszáll és egy fehér Lada autóval távozik, amit a társa vezet. A kislány még egy elejtett bankjegyet is talál, amit Veréb menekülés közben elveszített. 
A gyerekek egyelőre az egyetlen szemtanúk, akik látták a tetteseket. Kardos doktor a korábban felfüggesztett (hivatalosan a „magas vérnyomása miatt” betegszabadságon lévő) Ötvös Csöpi hadnagyot kéri meg, hogy segítsen az ügy felderítésében. Ötvös Csöpi azonban nem akar beleavatkozni a nyomozásba.
Kardos ellopott kocsiját azonban ő igyekszik utolérni a saját kocsijával, barátja, a nyugdíjas parancsnoka, Záray kérésére. 
Az új rendőrfőnök, Záray utódja, aki Ötvöst is felfüggesztette, mindvégig igyekszik Ötvöst a nyomozásból kivonni. Csöpi, Purci úr segítségével kerít egy fényképet a menekülő tettesekről, ugyanis Purci úr kamu traffipax képek készítésével és enyhe zsarolással egészíti ki a jövedelmét. 
Így Csöpinek a gépkocsiról van felvétele, amin látszik az autó rendszáma is. A banda közben tovább keresi a tolvajt. 
Veréb, mivel tudja, hogy nagy bajban van, üzen Csöpinek és a segítségét kéri, hogy este 8-kor találkozzanak az Omlós Bandi présházban, ott mindent elmond neki. Csöpi oda is érne, ámde egy ismeretlen szörfös lányt kell kihalásznia a Balatonból, aki egy kis flörtöléssel elcsábítja, így 2-órás késéssel ér oda a találkozóra. Eközben Verebet megölték a banda tagjai, Csöpi már holtan találja. Annyi ideje marad, hogy gyorsan lemásolja, amit a haldokló Veréb a falra felrajzolt, ami egy tornyot ábrázol. Utána menekülnie kell, mert a banda kihívta a rendőrséget. Több szemtanú van, akik látják Csöpit sietősen távozni a présházból.
Ötvös rájön, hogy először is meg kell keresni, honnan származik a rengeteg egydolláros, amit a banda tagjai „átvarázsolnak”. Figyelniük kell a külföldi valuta ellenében árusító boltokat és kaszinók közül azokat, ahonnan hónapok óta nem fizettek be egydollárosokat, mert valószínűleg azokat átadják a hamisítóknak. 
A gyanú előbb több kisebb boltra, majd az Oázis kaszinóra terelődik, ahova a boltok átadják a pénzt. Az Oázis kaszinó vezetője Tacsányi Ferenc, aki a kis Topolino gyámja (de szívesen beadná egy árvaházba), és egy nemzetközi hőlégballon versenyre készülődik. Ötvös telefonon felhív egy osztrák kaszinót (feltételezve, hogy „mindenhol vannak magyarok”), ahol egy magyar alkalmazottól megtudja, hogy az Oázis kaszinó hőlégballonja is részt vesz a versenyen, bár hivatalosan nem jelentkezett rá.
Az új rendőrfőnök Veréb meggyilkolását rá akarja kenni Ötvösre, és személyesen le akarja tartóztatni, mire Csöpi elmenekül. Tovább nyomoz, és Purci úrral meg néhány helyi vagánnyal együtt figyelik a dollárok útját. A megfigyelésbe Kardost is bevonja, mivel több boltot kell figyeltetni egyszerre. Kardos az egyik helyszínre csak segédrendőrt tud küldeni, mert nincs több embere.
A nyomok végül a helyi kastélyban futnak össze, ahol Csöpi felismeri azt a tornyot, amelynek a rajzát lemásolta. Kiderül, hogy az őt elcsábító hölgy a kastélyban az igazgató, és Tacsányi Ferenc felesége, mellesleg szörfbajnok, aki aligha kerülhetett valódi bajba a Balatonon, a parttól 10 méterre. Ötvös bezárja a saját irodájába.
A torony aljában Csöpi megtalálja a hamisító műhelyt. Eközben kapja rajta Tacsányi, és le akarja lőni az őt leleplező rendőrt. Topolino egy pillanatra eltereli Tacsányi figyelmét, ekkor Csöpi kiüti a kezéből a fegyvert, mire a másik elszalad. A hőlégballonja felé veszi az irányt, és azonnali indulást vezényel, mert azzal akarja az országból kisíbolni a már bepakolt hamis pénzt. Túsznak még a kis Topolínót is magával hurcolja, aki menekülés közben megpróbálja útját állni. Ötvös Csöpi utánuk ered, és az utolsó pillanatban fel tud kapaszkodni a hőlégballon alján lévő kötelekbe. 
Kardos doktor közben nagy rendőri készültséggel és három helikopter támogatásával a helyszínre érkezik, de a túsz kislány miatt csak néhány figyelmeztető lövést adnak le a léggömbre, ami nem lyukad ki. Csöpi úgy oldja meg a helyzetet, hogy korábban, a vitorlás táborban tanított füttyel jelt ad a gyereknek, hogy ott van, mire az saját magán megköti a Csöpi által tanított vitorlás csomót és egy kötélen leereszkedik Csöpihez, így ők ketten a kosár alatt függeszkedve utaznak. 
Mivel a gyerek már nincs veszélyes helyen, a kosárban, Kardos kiadja a támadási parancsot az egyik helikopternek, aminek mesterlövésze ellövi a léggömböt égéssel tápláló gázszelepeket, így a léggömb nem tud tovább a levegőben maradni és ereszkedni kezd. Ahogy földet ér, Tacsányit és feleségét letartóztatják és bilincset adnak rájuk.
A pénz megkerül, és Csöpit aktiválja új főnöke, aki rájött, hogy mégsem „gengszter”, hanem becsületes rendőr, még ha módszerei rendhagyóak is.
A film végén Topolinót, gyámja utasítására el akarják vinni Budapestre egy árvaházba. Csöpi eközben látszólag közömbösen horgászik. Szerencsére – Kardos doktor enyhe ráhatása után – mégis győz a jobbik esze, és nem hagyja elvinni a kislányt, hanem magához veszi, hogy örökbe fogadja.

## Szereplők
- Ötvös Csöpi – Bujtor István
- Kardos doktor, rendőr őrnagy – Kern András
- Topolino – Kristály Barbara (hangja: Somlai Edina)
- Purci úr – Kozák László
- Tolnai Béla, az új rendőrfőnök (balatonfüredi rendőrkapitány) – Avar István
- Gagyi – Derzsi János
- Popej – Wichmann Tamás
- Tacsányi Ferenc – Horesnyi László
- Tacsányi Ferencné Barka Ilona, a kastély igazgatója – Frajt Edit
- Záray István, a régi rendőrfőnök – Zenthe Ferenc
- Veréb – Hunyadkürti István
- Kapa bácsi – Basilides Zoltán
- Önmaga – Puskás Ferenc
- Önmaga – Albert Flórián
- Gyula bácsi, rendőr – Fekete András
- Buci – Szabó Géza (hangja: Koroknay Géza)
- Galagonya – Kivés György (hangja: Végvári Tamás)
- Cövek – Leisen Antal
- Dinnyeárus / öregember hangja – Szilágyi István
- Konsumex bolt vezetője – Detre Annamária
- Pista, a badeni kaszinó magyar alkalmazottja – Körtvélyessy Zsolt
- Hörcsög, a szombathelyi rendőr – Kocsis György
- Kaszinó pénztáros – Dzsupin Ibolya
- Vidámparki pénztáros – Földessy Margit
- Arany – Nyakó Júlia
- Johann – Bay Gyula
- Kopcsányi Teodor – Orth Mihály
- Tangóharmonikás, éneklő lovas – Gálvölgyi János

## Érdekességek
- Wichmann Tamást Bujtor István eredetileg büfésnek és szakácsnak szerződtette a filmhez, viszont a Popej nevű pénzhamisítót játszó színész egyik alkalommal sem ment el a forgatásra, így kapta meg végül Wichmann Tamás Popej szerepét, aki így a filmben színész és büfés is volt egyszerre.[1] [2]
- A Cöveket alakító Leisen Antal úgy került bele a filmbe, hogy egyik alkalommal, amikor lent volt a Balatonon, észrevette Bujtor Istvánt a Marina Hotel parkolójában, majd megkérdezte tőle, hogy mit keres itt, és miután Bujtor elmondta, hogy forgat, megkérdezte Leisen Antaltól, hogy nem akarna egy mellékszerep erejéig szerepelni a filmben: így nemcsak ő, hanem a gyerekei is szerepet kaptak a filmben.[3]
- A film egyik jelenetében a szereplők megemlékeznek a Matuskát alakító, 1984. november 12-én elhunyt Bánhidi Lászlóról. Amikor Csöpi emberei összejönnek, Csöpi megkérdezi, hogy miért nincs itt Matuska. Purci úr mondja meg neki, hogy „igazoltan távol van”, mivel meghalt.
- A film munkacíme az Elvarázsolt kastély volt.
- Ebből a filmből derül ki, hogy Ötvös Csöpi valódi keresztneve Tibor.
- Több évtized után ez volt az első olyan magyar film, ami állami támogatás nélkül készült. Bujtor István „kalapozta” össze rá a pénzt különböző szponzoroktól (például: Olympos, BB Balatonboglári Borgazdaság, Club Tihany, Casino Baden stb.).